# Ibn az-Zaqqaq
Ibn az-Zaqqaq   (València, 1100 (Gregorià) - 1133 ↔ 1134) (àrab: إبن الزقاق البلنسي, Ibn az-Zaqqāq al-Balansī), sobrenom d'Abu-l-Hàssan Alí ibn Atíyyat-Al·lah ibn Mutàrrif ibn Sàlama al-Balansí o Alí ibn Atiyya ibn Mutàrrif Abu-l-Hàssan al-Lakhmí (àrab: علي بن عطية بن مطرف أبو الحسن اللخمي المعروف بإبن الزقاق البلنسي, ʿAlī b. ʿAṭiya b. Muṭarrif Abū l-Ḥasan al-Laẖmī) fou un poeta andalusí valencià dels segles xi i xii, d'època almoràvit.

## Vida
Se'n sap ben poc, de la seva vida, i fins i tot el seu nàssab és diferent segons els autors. Per part de la seva mare era nebot del poeta Ibn Khafaja. Com que fins i tot la seva nisba és dubtosa, no se sap si era d'origen amazic o àrab, tot i que és probable que fos àrab per part de pare i amazic per part de mare. El seu pare és presentat bé com un artesà de poble bé com el muetzí de la mesquita de València.
Segons el seu epitafi, escrit per ell mateix, la seva vida fou curta, però feliç.

## Obra
Va deixar un important diwan. La seva poesia segueix la influència del seu oncle i probable mestre Ibn Khafaja, però és més depurada. Intel·lectualment fou deixeble del filòsof i filòleg Ibn Sid de Badajoz, que ensenyava a València.
El seu diwan ha estat publicat per Afifa Dayarani.
- ابن الزقاق البلنسي [Ibn az-Zaqqaq al-Balansí]. عفيفة ديراني [Afifa Dayarani] (ed.). ديوان ابن الزقاق البلنسي الأندلسي [Diwan Ibn az-Zaqqaq al-Balansí] (en àrab).  Beirut: دار الثقافة [Dar ath-Thaqafa], 1964 (المكتبة الأندلسية, 13).

### Traduccions
La poesia d'Ibn az-Zaqqaq ha estat traduïda al català i al castellà.
- Ibn az-Zaqqaq al-Balansí; Dachs, Ramon; Gregori, Josep Ramon «12 Robaiyat». Reduccions: revista de poesia, 81, 2004, pàg. 80-89.